# Ana Patricia Jiménez
Ana Patricia Jiménez Arias (Quito, 1976), científica ecuatoriana, mujer pionera en la investigación de enfermedades infecciosas principalmente en Tuberculosis usando herramientas microbiológicas y de biología molecular para el diagnóstico y vigilancia de esta enfermedad. Es doctora en biotecnología, investigadora y profesora principal en la Universidad de las Fuerzas Armadas ESPE.

## Biografía
Ana Patricia Jiménez Arias estudió Bioquímica y Farmacia en la Universidad de Cuenca en Ecuador, hizo sus estudios de maestría y doctorado en Biotecnología en la Universidad Politécnica de Valencia en España, la Universidad Politécnica de Valencia le otorgó la mención cum laude a la excelencia académica.
Trabajó como Jefe de Laboratorio Clínico y Jefe de Farmacia en el Hospital Alli Causai, luego se vinculó a la Universidad de las Fuerzas Armadas ESPE donde se desempeña como investigadora y profesora principal titular de Bioquímica en el Departamento de Ciencias de la Vida y la Agricultura y es jefa de los Laboratorios Multidisciplinarios.
Ha dedicado varios años a la investigación de enfermedades infecciosas principalmente en Tuberculosis usando herramientas microbiológicas y de biología molecular para el diagnóstico y vigilancia de esta enfermedad considerada por la OMS como una epidemia.  En el desarrollo de estas investigaciones ha involucrado a varios estudiantes ecuatorianos con la finalidad de fortalecer su formación académica y contribuir con las metas propuestas en los Objetivos de Desarrollo Sostenible relacionados con Salud y Bienestar (ODS 3) 

## Proyectos Impulsados
Entre los principales proyectos impulsados por Ana Patricia Jiménez se encuentran: 
- “Estudio genómico de la resistencia a fármacos en Mycobacterium tuberculosis circulantes en el Cantón La Maná, Cotopaxi – Ecuador” 2023-2024[4]
- “Somos mujeres y hacemos ciencia”, Organización de Estados Iberoamericanos para la Educación, Ciencia y Cultura (OEI) y el Centro Internacional de Estudios Superiores de Comunicación para América Latina (CIESPAL) 2023[5]
- "Búsqueda activa de Tuberculosis en la población urbana de La Maná, Cotopaxi - Ecuador: Diagnóstico y caracterización molecular de Mycobacterium tuberculosis” 2022 - 2023 [6]
- “Estudio de factores de virulencia en aislados clínicos de Candida sp. En micosis diseminadas y en infecciones locales” 2018[7]

## Reconocimientos
1. Reconocimiento por la labor desarrollada en el ámbito de la investigación durante el año 2021 y 2022 otorgado por el Vicerrectorado de Investigaciones, Innovación y Transferencia de Tecnología de la Universidad de las Fuerzas Armadas ESPE.[3]
2. Mención cum laude en la defensa de tesis doctoral – Universidad Politécnica de Valencia España, 2016.
3. Premio a la mejor comunicación en Microbiología básica o experimental otorgada por la Sociedad Valenciana de Microbiología Clínica (SVAMC) – Octubre 2012, España.[3]
4. "Evaluación del análisis del polimorfismo de los fragmentos de restricción amplificados (AFLP) como herramienta para estudios de clonalidad de Mycobacterium tuberculosis complex".[1]

## Artículos publicados
A continuación la lista de algunos de los trabajos de investigación más relevantes de la científica ecuatorian 
- Esteban Garcés, Lizeth Cifuentes, Greta Franco, Natalia Romero-Sandoval, Patricia Jiménez Arias (2023). Study of the distribution of lineages of Mycobacterium tuberculosis in a prison in Guayaquil, Ecuador. Enf Emerg 22(1) 7-14
- Leon-Rojas JE, Veloz T, Teran J et al. The dynamics and determinants of specific systemic and mucosal antibody responses to SARS-CoV-2 in three adult cohorts in the Ecuadorian Andes: a study protocol [version 1; peer review: awaiting peer review]. F1000Research 2022, 11:1392 [9]
- Cabezas Vinueza, L., & Jiménez Arias, P. (2021). Distribution of Mycobacterium tuberculosis lineages in South America. Anatomía Digital, 4(3), 34-58. [10]
- Cevallos Salazar K., Jiménez Arias P., (2021). Tuberculosis and COVID-19: an overview of two health emergencies. University of Toronto Medical Journal, 98(1).
- https://pesquisa.bvsalud.org/global-literature-on-novel-coronavirus-2019-ncov/resource/es/covidwho-1074051 [11]
- Jiménez Arias, A., Lahiguera, M., Borrás, R., Cardona, C., Grijalva Silva, M., Vallejo López, M., & Guna Serrano, M. (2018). Estudio comparativo de la diversidad genética de Mycobacterium tuberculosis complex mediante análisis de polimorfismo de longitud de fragmentos amplificados y número variable de repeticiones en tándem de unidades repetitivas interespaciadas de micobact. Revista Ecuatoriana De Medicina Y Ciencias Biológicas, 39(1). doi:10.26807/remcb.v39i1.568  [12]
- Armendáriz-Castillo I., Grijalva M., Vallejo M.J., Jiménez P. (2017). Analysis of Efflux Pump Genes in β-lactam Resistant Clinical Isolates of Pseudomonas aeruginosa from a Tertiary Level Hospital in Ecuador. Revista Ecuatoriana de Medicina y Ciencias Biológicas, 38(1), 45-54.[13]
- Jiménez, P., Calvopiña, K., Herrera, D., Rojas, C., Pérez-Lago, L., Grijalva, M., Guna, R., & García-de Viedma, D. (2017). Detección de Mycobacterium tuberculosis, linaje Beijing, en Ecuador. Biomédica, 37(2), 233-237. doi:http://dx.doi.org/10.7705/biomedica.v37i3.3450 [14]